# Harald Niederreiter

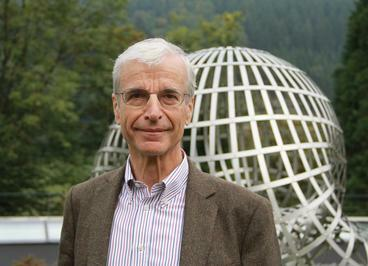
Harald Niederreiter

Harald Niederreiter (* 7. Juni 1944 in Wien) ist ein österreichischer Mathematiker.
Niederreiter wurde 1969 bei Edmund Hlawka an der Universität Wien sub auspiciis praesidentis rei publicae promoviert (Diskrepanz in kompakten abelschen Gruppen).
Von 1969 bis 1978 war Niederreiter an Universitäten und Forschungsinstituten in den USA (Southern Illinois University, University of Illinois at Urbana-Champaign, Institute for Advanced Study Princeton, University of California at Los Angeles) als Professor und Wissenschaftler tätig. Im Jahr 1978 folgte er einem Ruf auf den Chair of Pure Mathematics an der University of the West Indies in Kingston (Jamaika). Er kehrte 1981 nach Österreich zurück und wirkte an der Österreichischen Akademie der Wissenschaften in Wien, insbesondere als Direktor des Instituts für Informationsverarbeitung und als Direktor des Instituts für Diskrete Mathematik. Von 2001 bis 2009 war er Professor für Mathematik und Informatik an der National University of Singapore. Seit 2009 ist er Senior Scientist am Johann Radon Institute for Computational and Applied Mathematics (RICAM) in Linz. Von 2010 bis 2011 war er KFUPM Chair Professor of Mathematics an der King Fahd University of Petroleum & Minerals in Dhahran (Saudi-Arabien). Außerdem weilte er als Gastprofessor in vielen Ländern (Australien, China, Deutschland, Frankreich, Saudi-Arabien, Schweiz, Singapur, Taiwan, USA). Er hat seit 1986 eine Honorarprofessur an der Universität Wien.
Niederreiter befasste sich vor allem mit Endlichen Körpern und deren Anwendungen (zum Beispiel in der Kodierungstheorie), worüber er mehrere Standardwerke schrieb, und außerdem mit Kryptographie, Erzeugung von Pseudozufallszahlen, Zahlentheorie, numerischer Analysis und algebraischer Geometrie. Einige wichtige mathematische Methoden, die er entwickelt hat, sind auch nach ihm benannt, wie etwa das Niederreiter-Chiffriersystem mit öffentlichen Schlüsseln, der Niederreiter-Algorithmus zur Faktorisierung von Polynomen über endlichen Körpern, die Niederreiter-Folgen mit kleiner Diskrepanz und die Niederreiter-Xing-Folgen mit kleiner Diskrepanz.
Niederreiter ist Mitglied der Deutschen Akademie der Naturforscher Leopoldina (seit 1996, Mitglied des Präsidiums von 1999 bis 2000), der New York Academy of Sciences und der Österreichischen Akademie der Wissenschaften (korrespondierendes Mitglied seit 1993, wirkliches Mitglied seit 1996). Er erhielt 1998 den Kardinal-Innitzer-Würdigungspreis für Naturwissenschaft und 2003 den National Science Award in Singapur. Im Jahr 1998 war er Invited Speaker auf dem International Congress of Mathematicians (ICM) in Berlin (Nets, (t,s)-Sequences and Algebraic Curves over Finite Fields with Many Rational Points). Er war 2003 Plenary Speaker beim International Congress of Industrial and Applied Mathematics (ICIAM) in Sydney (High-Dimensional Numerical Integration). Im Jahr 2012 wurde er zum Fellow der American Mathematical Society und zum Ehrenmitglied der Österreichischen Mathematischen Gesellschaft ernannt. Im Jahr 2014 wurde ihm
ein Ehrendoktorat der Johannes-Kepler-Universität Linz verliehen.
Er war und ist Mitherausgeber vieler internationaler mathematischer Fachzeitschriften wie etwa Mathematics of Computation, Acta Arithmetica, Journal of Complexity, ACM Transactions on Modeling and Computer Simulation, Finite Fields and Their Applications, Journal of Algebra and Its Applications, Monte Carlo Methods and Applications, International Journal of Number Theory und International Journal of Computer Mathematics. Er war Initiator und oftmaliger Mitorganisator der Konferenzreihe Monte Carlo and Quasi-Monte Carlo Methods in Scientific Computing.

## Schriften
- mit Rudolf Lidl: Finite Fields, Encyclopedia of Mathematics and Its Applications Bd. 20, Addison-Wesley 1983 (auch ins Russische übersetzt); 2nd ed., Cambridge University Press 1997
- mit Rudolf Lidl: Introduction to Finite Fields and Their Applications, Cambridge University Press 1986; revised ed., Cambridge University Press 1994
- mit Lauwerens Kuipers Uniform Distribution of Sequences, Interscience Tracts, Wiley 1974 (auch ins Russische übersetzt); Nachdruck, Dover Publications 2006
- Random Number Generation and Quasi-Monte Carlo Methods, Soc. Industr. Applied Math. 1992
- mit Chaoping Xing Rational Points on Curves over Finite Fields: Theory and Applications, Cambridge University Press 2001
- mit Chaoping Xing Algebraic Geometry in Coding Theory and Cryptography, Princeton University Press 2009
- mit Arne Winterhof Applied Number Theory, Springer-Verlag 2015
- mit Peter Jau-Shyong Shiue (Herausgeber) Monte Carlo and Quasi-Monte Carlo Methods in Scientific Computing, Springer-Verlag 1995
- mit Stephen D. Cohen (Herausgeber) Finite Fields and Applications, London Mathematical Society Lecture Note Series Nr. 233, Cambridge University Press 1996
- mit Peter Hellekalek, Gerhard Larcher und Peter Zinterhof (Herausgeber) Monte Carlo and Quasi-Monte Carlo Methods 1996, Springer-Verlag 1998
- mit Cunsheng Ding und Tor Helleseth (Herausgeber) Sequences and Their Applications, Springer-Verlag 1999
- mit Jerome Spanier (Herausgeber) Monte Carlo and Quasi-Monte Carlo Methods 1998, Springer-Verlag 2000
- mit Dieter Jungnickel (Herausgeber) Finite Fields and Applications, Springer-Verlag 2001
- mit Kai-Tai Fang und Fred J. Hickernell (Herausgeber) Monte Carlo and Quasi-Monte Carlo Methods 2000, Springer-Verlag 2002
- (Herausgeber) Coding Theory and Cryptology, World Scientific Publishing 2002
- (Herausgeber) Monte Carlo and Quasi-Monte Carlo Methods 2002, Springer-Verlag 2004
- mit Keqin Feng und Chaoping Xing (Herausgeber) Coding, Cryptography and Combinatorics, Birkhäuser-Verlag 2004
- mit Denis Talay (Herausgeber) Monte Carlo and Quasi-Monte Carlo Methods 2004, Springer-Verlag 2006
- mit Alexander Keller und Stefan Heinrich (Herausgeber) Monte Carlo and Quasi-Monte Carlo Methods 2006, Springer-Verlag 2008
- mit Yongqing Li, San Ling, Huaxiong Wang, Chaoping Xing und Shengyuan Zhang (Herausgeber) Coding and Cryptology, World Scientific Publishing 2008
- mit Peter Kritzer, Friedrich Pillichshammer und Arne Winterhof (Herausgeber) Uniform Distribution and Quasi-Monte Carlo Methods, de Gruyter 2014
- mit Alina Ostafe, Daniel Panario und Arne Winterhof (Herausgeber) Algebraic Curves and Finite Fields, de Gruyter 2014